# Gymnophora victoria
Gymnophora victoria är en tvåvingeart som beskrevs av Mikhail B. Mostovski och Mikhailovskaya 2003. Gymnophora victoria ingår i släktet Gymnophora och familjen puckelflugor. Inga underarter finns listade i Catalogue of Life.